# Henri Daniel Guyot Instituut

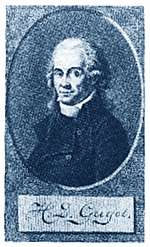
De oprichter van het Henri Daniel Guyot Instituut, Henri Guyot.

Het Henri Daniel Guyot Instituut was het eerste Nederlandse doveninstituut. Het werd in 1790 opgericht op initiatief van de Groningse predikant Henri Daniel Guyot. Het is in 2002 opgegaan in de Koninklijke Effatha Guyot Groep (KEGG) en sinds 2009 met Viataal en Sint Marie als Koninklijke Kentalis. Vanaf dat moment heet het Koninklijke Kentalis - Guyotschool voor SO, (V)SO-CMB en VSO.  

## Geschiedenis
Henri Daniel Guyot was predikant van de Waalse gemeente in Groningen. Hij vond onderwijs voor doven belangrijk. In Frankrijk had hij het werk van abt Charles Michel de l'Epée gezien en daarom richtte hij op 14 april 1790 samen met Willem Hora Siccama, Gerrit van Olst en Hendrik van Calcar in Groningen het eerste instituut voor doven in Nederland op.
In het begin waren er 14 leerlingen. Guyot was zelf leraar voor de klas. De eerste jaren werd in kleine panden lesgegeven, achtereenvolgens aan de Brugstraat, de Oude Ebbingestraat en de Turftorenstraat. In 1808 moest men door een flinke toename van het aantal leerlingen een groter pand zoeken. In eerste instantie werd een verhuizing naar Haarlem overwogen. Dankzij steun van de provincie en de stad Groningen werd de school aan het westelijke gedeelte van de Ossenmarkt (nu het Guyotplein) gevestigd. De woningen werden omgebouwd tot een internaat voor jongens en meisjes in 1819, 1822 en 1838. Om het instituut te kunnen bekostigen werden afdelingen in het hele land geopend. Guyot werkte tot aan zijn dood voor zijn instituut. Opvolger was zijn zoon Dr. Charles Guyot, die tot 1854 werkte. Daarna had Rembt Tobie tot 1861 de leiding.
Het monopolie op het dovenonderwijs werd in 1840 doorbroken door de komst van een tweede dovenschool, het Instituut voor Doven in Sint-Michielsgestel (in 2003 opgegaan in 'Viataal') in Sint-Michielsgestel, gevolgd door het Rudolf Mees Instituut (tegenwoordig 'Polano') te Rotterdam (1853) en Effatha te Leiden (1888). Daardoor daalde het aantal leerlingen van het Guyot instituut. Tijdens de Tweede Wereldoorlog werd het gebouw van het Guyot instituut door de Duitsers in beslag genomen.
In 1948 kreeg het Guyot instituut het predicaat 'Koninklijk' van Koningin Wilhelmina. In 1985 verhuisde het instituut naar Haren. Het internaat werd daarbij in gewone woningen in een buitenwijk gevestigd. In 1994 kreeg Guyot het gebouw van de huidige Ammanschool (tegenwoordig 'Signis') van de gemeente Amsterdam. Bijkomend geschenk van de gemeente Amsterdam was de plaatsing van Amsterdammertje op het terrein van Guyot. Rond 1997 werden een aantal oude gebouwen rond het Guyotplein, waaronder het internaat en de school, gesloopt voor de nieuwbouw van de rechtbank. Het borstbeeld van de oprichter uit het gesloopte pand werd teruggeven aan het instituut.

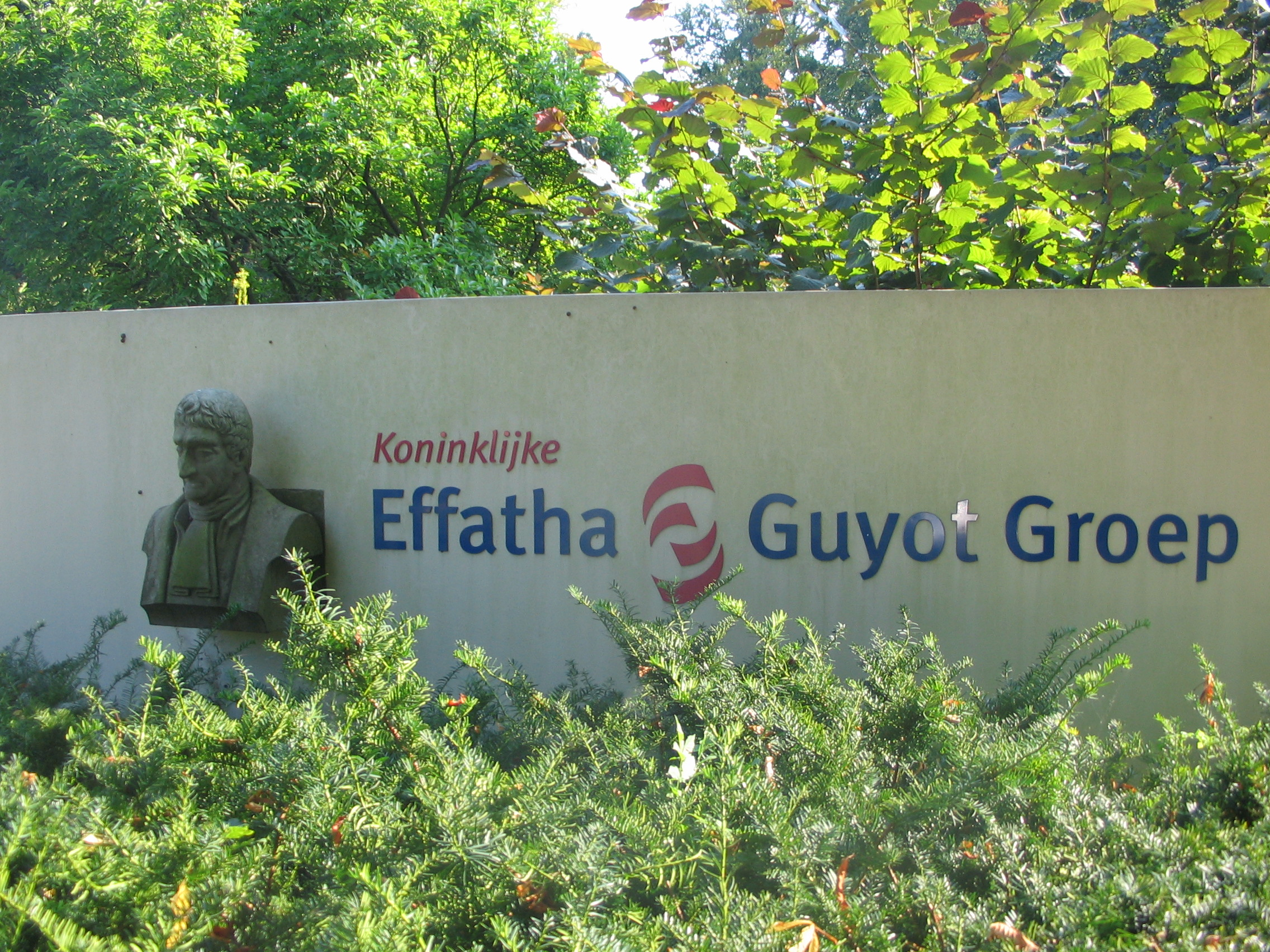
Effatha Guyot Groep Logo

Mr. A.S. Oostra was als laatste Guyot-directeur werkzaam tot 2002. In dat jaar kwam er een fusie van Effatha en Guyot tot de Koninklijke Effatha Guyot Groep, die ongeveer 30 scholen en zorginstituten in heel Nederland heeft. Weerklank trad een half jaar later toe. Het predicaat 'Koninklijk' werd opnieuw toegekend, aangezien dit wettelijk kan vervallen bij fusie of overname. Per 1 januari 2009 zijn Viataal, Sint Marie en KEGG gefuseerd tot een organisatie die sinds 1 januari 2010 Kentalis heet.

## Het onderwijs op Guyot
In 1791 konden doven verschillende beroepen kiezen. Voor meisjes waren er slechts 4 opleidingen. Jongens hadden meer beroepsmogelijkheden waaronder schoonmaker en borstelmaker. Pas in 1852 werd er voor het eerst ambachtsonderwijs aan doven gegeven zoals timmeren, schrijnwerken en kleermaken. In de jaren '60 van de 20e eeuw kwamen er beroepsmogelijkheden op het gebied van de administratie en onderneming bij. Vanaf de jaren '80 werd mavo (tegenwoordig vmbo) aangeboden, gevolgd door havo vanaf 1991.
Scholen voor doven mogen zelf geen regulier examen VBO, vmbo, havo of vwo organiseren. Daarom werd door het instituut met reguliere scholen samengewerkt. Doven die regulier onderwijs gingen volgen (zo nodig met behulp van een tolk Nederlandse Gebarentaal), kregen ambulante begeleiding vanuit het instituut. In 2008 had de Guyotschool besloten dat slechthorenden die gebarentaal willen gebruiken worden toegelaten.

## Gebarentaal op Guyot
Ten tijde van Henri Guyot was in Frankrijk door Sicard een manueel systeem ontwikkeld, waarbij doven gewoon spraken en ondersteunende gebaren erbij maakten. De dove Bebian was het niet met Siccard eens en stelde een tweetalige opvoeding (zowel de gesproken taal als gebarentaal) voor.
Henri Guyot vond beide systemen niet perfect en bedacht een gemengde methode waarbij de gebarentaal en woorden niet door elkaar gebruikt werden: doven konden in sommige situaties gebarentaal gebruiken, maar moesten tijdens de lessen wel schriftelijk communiceren. Dit werd de oud-hollandse methode genoemd.
In de periode 1864-1981 kregen doven oraal (=mondeling) onderwijs en werd gebarentaal niet meer toegepast. In de praktijk verdween het gebruik van gebaren nooit helemaal van het instituut. Langzamerhand ontstond er een soort Groningse gebarentaal, die sterk afweek van de gebarentalen in het westen van het land. In 1996 werd het tweetalige onderwijs (gebarentaal en gesproken Nederlands) op Guyot ingevoerd. Zie voor meer geschiedenis over de (Nederlandse) gebarentaal ook gebarentaal en Nederlandse Gebarentaal.